# Luis Alberto Acosta
Luis Alberto Acosta (* 15. Dezember 1959 in Montevideo) ist ein ehemaliger uruguayischer Fußballspieler, der vorwiegend im Mittelfeld agierte.

## Laufbahn

### Vereine
Seine ersten Profijahre verbrachte Acosta beim Montevideo Wanderers. 1984 wechselte er zum Club América nach Mexiko und gehörte zum Kader der Mannschaft, die in der Saison 1984/85 ihren bereits im Vorjahr gewonnenen Meistertitel der mexikanischen Liga erfolgreich verteidigen konnte. Über River Plate und Peñarol Montevideo kehrte er zu den Montevideo Wanderers zurück, bei denen er in den Spielzeiten 1987 und 1988 ebenso unter Vertrag stand wie in seiner letzten Saison 1995. Dazwischen spielte er für mehrere Vereine in Ecuador sowie den uruguayischen Verein Huracán Buceo.

### Nationalmannschaft
Zwischen 1983 und 1988 bestritt Acosta 15 Länderspieleinsätze für die uruguayische Fußballnationalmannschaft, wobei er die meisten Einsätze im Jahr 1983 bestritt, als er auch zur Stammformation der Mannschaft gehörte, die die im eigenen Land ausgetragene Copa América gewann.

## Erfolge

### Verein
- Mexikanischer Meister: 1984/85

### Nationalmannschaft
- Copa América: 1983